# Marron glacé

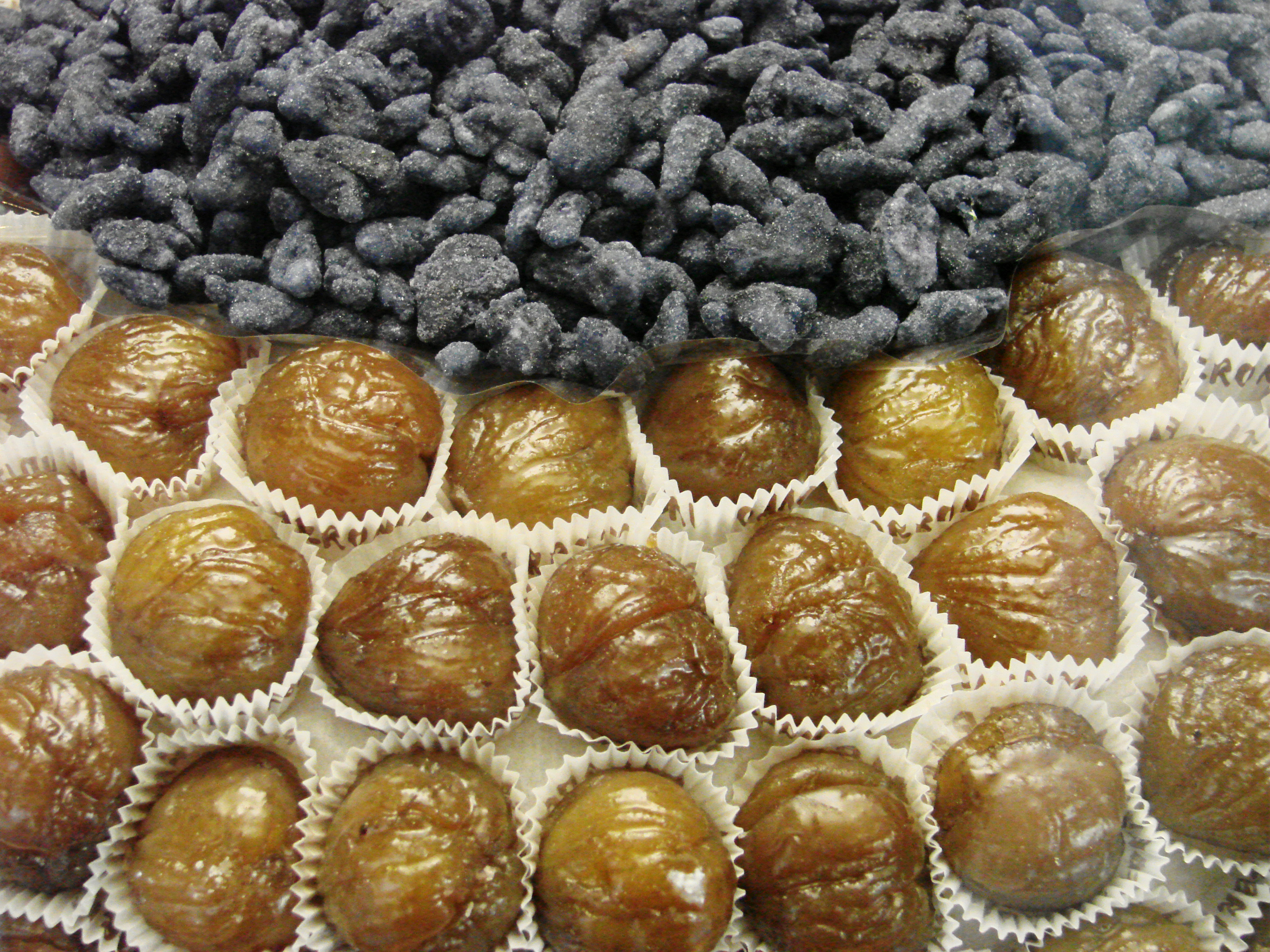
Marrons glacés

Marron glacé, também chamado castanha glaçada, é uma iguaria da doçaria francesa e da doçaria italiana. O marron-glacé é feito com castanha cozida e mergulhada em calda de açúcar.
Trata-se de um doce bastante refinado e caro. No Brasil vende-se, sob esta denominação, um doce bem mais barato, com sabor somente parecido e feito à base de batata-doce.